# Roxy Music (album)
Roxy Music är rockgruppen Roxy Musics debutalbum, släppt 16 juni 1972. 
Som många andra debutskivor är den lite rå och oslipad men dock väldigt fascinerande och uttrycksfull. Med produktion från förre King Crimson-medlemmen Peter Sinfield uppnådde Roxy Music här ett sound som de senare aldrig riktigt lyckades återupprepa. Brian Enos ljudmässiga experiment är här minst lika framträdande som de mer 50-talsaktiga influenserna, i låtar som "Would You Believe?" och "Bitters End". Låten "2HB", som är tillägnad Humphrey Bogart, bygger nästan helt på Enos experimentella ljudlandskap. Andra låtar är lite mer traditionell rock - om än av ett ganska udda slag, som till exempel öppningsspåret "Re-make/Re-model" där man lagt in snuttar av andra artisters låtar, eller den magnifika "If There Is Something" som börjar som en countrylåt och avslutas i en allsång i stil med Hey Jude. Andy MacKay får även visa sina talanger som oboespelare på "Ladytron". Flera av låtarna levde länge kvar i bandets liverepertoar. På vissa utgåvor av CD:n har man även inkluderat singeln "Virginia Plain" (släppt i juli 1972) som ursprungligen inte fanns med på LP:n utan bara fanns just på singel. 
Redan på debuten är gruppens sättning ganska fast. Ferry, Manzanera och McKay skulle komma att vara med på gruppens samtliga plattor och trummisen Paul Thompson till 1980. Eno var med på denna och påföljande LP. Basister på skivan var Graham Simpson och Rik Kenton. Roxy Music fick aldrig en fast basist. 
Omslaget går i en lätt parodi på 50-tal och pryds av fotomodellen Kari-Ann Muller. Roxy Music var ganska okända då de debuterade med denna skiva och hade knappt spelat live samt lyckades säkra skivkontrakt först sedan de redan spelat in dess låtar, i mars 1972. Albumet blev ganska väl mottagen och nådde 10:e platsen på den brittiska albumlistan.

## Låtlista
Samtliga låtar skrivna av Bryan Ferry.
1. "Re-Make/Re-Model" - 5:14
2. "Ladytron" - 4:26
3. "If There Is Something" - 6:34
4. "Virginia Plain" - 2:58 (inte inkluderad i originalalbumet 1972)
5. "2HB" - 4:30
6. "The Bob (Medley)" - 5:48
7. "Chance Meeting" - 3:08
8. "Would You Believe?" - 3:53
9. "Sea Breezes" - 7:03
10. "Bitters End" - 2:03

## Övrigt
- Den brittiska electropop-gruppen Ladytron tog sitt gruppnamn från låten med samma titel på detta album.